# Castilla elastica
Espèce
Classification phylogénétique
Castilla elastica est une espèce de plantes à fleurs de la famille des Moraceae. C'est un arbre à caoutchouc d'Amérique tropicale .

## Description
Castilla elastica est un arbre au feuillage persistant ou décidu, doté d’une large couronne étalée. Il croît généralement jusqu’à 10 ou 30 m de hauteur, bien qu’exceptionnellement on puisse en trouver de 60 m. Le tronc peut avoir un diamètre de 30 à 90 cm, avec des contreforts se formant à la base des grands arbres.
La feuille est membraneuse, de forme oblongue ou elliptique-oblongue, cordée à la base, avec une pilosité dense sur les deux faces. Elle fait de 20 à 45 cm et de 8 à 18 cm de large.
Les fleurs monoïques, sont insérées sur un grand réceptacle, unisexuées.
Le fruit est inclus dans le périanthe accrescent. À maturité, il est très visible en raison de ses couleurs vives.

## Distribution
L’espèce pousse dans les forêts tropicales et équatoriales d’Amérique.
Son aire de répartition va du Mexique à l’Équateur en passant par le Belize, le Costa Rica, le Guatemala, le Honduras, le Nicaragua, le Panama, le Salvador et la Colombie.

## Utilisations
Son latex est utilisé depuis l’époque précolombienne par les Aztèques, les Mayas et les Olmèques, pour  fabriquer des chaussures, des balles et d'autres objets en caoutchouc. Pour en augmenter l'élasticité, on mélangeait la sève du Castilla elastica avec le suc de l’ipomée blanche, Ipomoea alba  permettant de réaliser une sorte de vulcanisation avant la lettre.
Les arbres du genre Castilla sont les seuls arbres indigènes en Mésoamérique dont le latex a été exploité pour produire du caoutchouc. Au milieu du XXe siècle, le caoutchouc de Castilla a été exporté en faible quantité car la qualité est très inférieure à celle du caoutchouc d’Hévéa, . 
L’extraction et l’utilisation du caoutchouc de Castilla était bien connue des Amérindiens d’Amérique centrale et du Mexique qui s’en servaient pour étanchéifier des vêtements ou des bouteilles. Ils s’en servaient aussi pour fabriquer de grosses balles utilisées dans le jeu de balle ulama (en nahuatl).
L’écorce fibreuse a été utilisée pour fabriquer des cordages.